# Ya no quiero
«Ya no quiero» es una canción interpretada por el dúo mexicano Jesse & Joy, incluida en su álbum de estudio debut, Ésta es mi vida (2006). Los hermanos la compusieron, mientras que Kiko Cibrián la produjo. La compañía discográfica Warner Music México la lanzó como el segundo sencillo del álbum en septiembre del 2006.

## Vídeo musical

### Filmación
El vídeo fue grabado en México, bajo la dirección de Joaquín Cambre.

## Promoción
La canción ha sido una de las más reconocidas en la carrera del dúo. Ha sido incluida en varios álbumes recopilatorios y álbumes en vivo además también está dentro de las listas de canciones incluidas en sus giras musicales.

## Listas musicales
| País           | Chart       | Lista             | Mejor posición |
| 2005 / 2006    | 2005 / 2006 | 2005 / 2006       | 2005 / 2006    |
| -------------- | ----------- | ----------------- | -------------- |
| Estados Unidos | Billboard   | Top Latin Songs   | 35             |
| Estados Unidos | Billboard   | Latin Pop Airplay | 40             |

## Certificaciones
| País   | Organismo certificador | Certificaciones | Simbolización | Ref.   |
| ------ | ---------------------- | --------------- | ------------- | ------ |
| México | AMPROFON               | Platino         | ●             | [ 10 ] |